# Thamniopsis diversifolia
Thamniopsis diversifolia là một loài rêu trong họ Pilotrichaceae. Loài này được (Renauld & Cardot) Vaz-Imbassahy & D. Costa mô tả khoa học đầu tiên năm 2008.